# Đại học Linköping

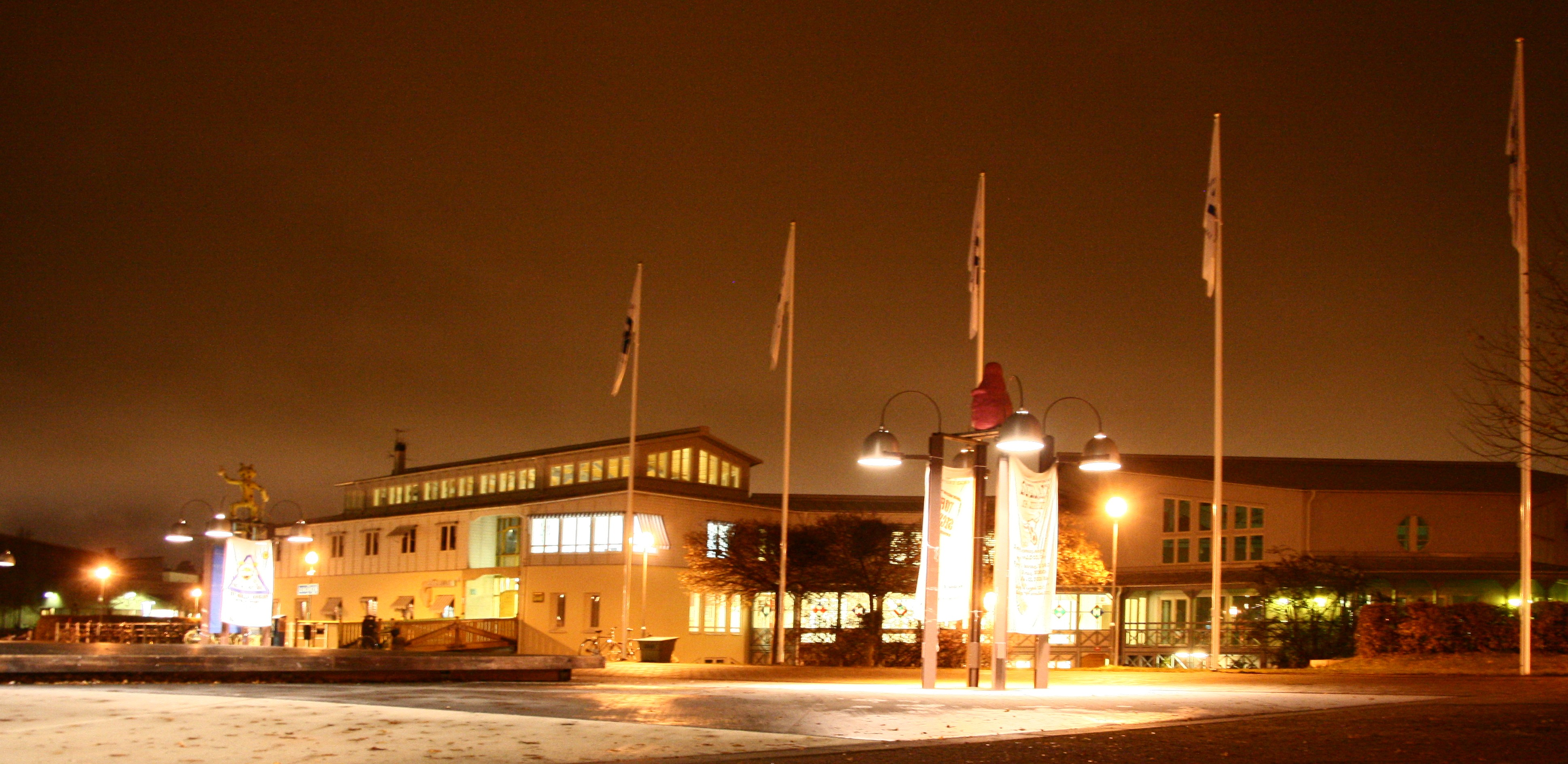
Tòa nhà Kårallen ở Linköping.

Đại học Linköping (tiếng Thụy Điển: Linköpings universitet; viết tắt là Liu) là một trường Đại học ở Linköping, Thụy Điển. Ban đầu được lập để trở thành trường đại học thứ hai của Thụy Điển bởi Nghị định của quốc hội Thụy Điển trong năm 1663, trường cuối cùng đã bắt đầu vào năm 1965 trường đã trở thành một khoa tự trị thuộc Đại học Stockholm. Năm 1969 nó đã trở thành một trường cao đẳng đại học độc lập (Viện công nghệ Linköping), và vào năm 1975 nó đã được nâng thành trường đại học có tư cách đầy đủ bởi chính phủ Thụy Điển. Vì vậy nó đã trở thành trường đại học thứ sáu của Thụy Điển. Nó có bốn khoa và 14 phòng ban lớn. Ngoài ra còn có một số trung tâm nghiên cứu và kiến thức liên kết với trường đại học. Năm 1996 các trường đại học đã mở một cơ sở thứ hai ở thành phố lân cận Norrköping. Khoảng 26.500 sinh viên được học trong năm 2009.
Đây là trường đại học đầu tiên ở Thụy Điển cung cấp các chương trình chuyên ngành chính, chẳng hạn như công nghiệp Kỹ thuật công nghiệp và Quản lý, Quản trị kinh doanh quốc tế (bao gồm cả nghiên cứu ngôn ngữ), Vật lý ứng dụng và Điện, Khoa học nhận thức và Công nghệ thông tin và Kỹ thuật. Năm 1980, Viện Tema được thành lập, đi tiên phong nghiên cứu liên ngành và các trường đào tạo đại học ở Thụy Điển. Ngày nay, nghiên cứu trên tất cả các khoa trải rộng trên một số lĩnh vực khác nhau., ví dụ như Sinh điện hữu cơ, Công nghệ nano & Vật liệu chức năng, Mô phỏng y khoa. 
Trường đại học này nổi tiếng về chất lượng giáo dục, đặc biệt trong y học, Kỹ thuật và Khoa học Máy tính. Các chương trình y tế và các lĩnh vực giáo dục kỹ thuật được xếp hạng số một tại Thụy Điển bởi Swedish National Agency for Higher Education và Association of Swedish Engineering Industries. 